# Google Play服務
Google Play服務（英語：Google Play Services），舊稱Google服務架構（Google Services Framework），是谷歌公司的系列应用在Android上运行的基础软件环境。

## 支持应用
Google行動服務（GMS）为Android上Google公司的系列应用程序提供支持，例如：
- 谷歌邮件
- 谷歌地图
- Google Play商店
- YouTube
- Google TV
- 谷歌钱包
- Google Play图书
- Google搜索

## 版本及授权
GMS版本跟随Android版本更新，Android是Google公司为移动设备开发的免费操作系统。
如果移动设备厂商要在设备内置谷歌的某种应用，比如Google地图，那么需要获得Google对其设备的GMS认证。

### 限制
在没有获得谷歌公司认证的Android设备上，无法运行Google地图等Google软件。即使用户能够在手机上安装谷歌应用，运行时也会出现“闪退”或者手機會提示“已停止運行”现象而无法继续使用。遭到限制的设备仍然可以通過开机卡刷等方式获取GMS。

## 外部連結
- 官方网站
- Overview of Google Play Services （页面存档备份，存于） on Google Developers